# Crisis (revista)
Crisis es una revista política y cultural editada en Buenos Aires, Argentina, que tuvo su primera etapa entre mayo de 1973 y agosto de 1976, cuando fue dirigida por el escritor uruguayo Eduardo Galeano. Existió una fugaz segunda etapa (1986-1987) en la que su director fue el periodista argentino Vicente Zito Lema. En 2010 la revista comenzó su tercera etapa, editada por un colectivo de periodistas, escritores y sociólogos.

## Historia
Crisis fue una revista emblemática de literatura y cultura de los años setenta. Durante el periodo usualmente conocido como su primera época, y entre los meses de mayo de 1973 y agosto de 1976, publicó 40 números. Su personal, integrado por Federico Vogelius como director ejecutivo, Eduardo Galeano como director editorial y Julia Constela como secretaria de redacción, al que luego se sumarían Aníbal Ford y Juan Gelman, contaba con un heterogéneo grupo de colaboradores que respondían a distintos orígenes, trayectorias y afinidades políticas (asociadas a corrientes de la izquierda, el peronismo y el nacionalismo populista), provenientes tanto del campo de la literatura y el periodismo como del ámbito universitario. Sin embargo, a diferencia de otras revistas culturales de esos años, Crisis se inscribió como un proyecto editorial periodístico y profesional que no apuntaba a una elite cultural sino a un gran público lector. Su programa incluía tanto la revisión y relectura de la historia Argentina como la de su tradición literaria y cultural, con un fuerte énfasis en la revaloración de los llamados géneros menores (la tradición del género policial y el folletín, la telenovela, el circo y el teatro criollo). Sin manifiestos inaugurales, ni estridentes declaraciones de principios, la revista se iría definiendo en su hacer como “un vehículos de difusión y de conquista de una identidad cultural nacional y latinoamericana, que quiere ser útil en el marco mayor e las luchas por la liberación.”
Crisis
Director ejecutivo: Federico Vogelius
Director editorial: Eduardo Galeano
Secretaria de redacción: Julia Constela
Lugar de edición: Ciudad de Buenos Aires
Fechas de publicación: mayo de 1970 (n.º 1) – agosto de 1976 (n.º 40)
El primer número de Crisis, segunda época, apareció en abril de 1986. Difería notablemente de su primera época, publicada entre mayo de 1973 y agosto de 1976, no sólo en la forma que le dio Oscar Smoje, su director de arte, a través de las nuevas tapas multicolores y las múltiples ilustraciones interiores, sino también en el alto contenido político y, hasta podría decirse sectario, sin la amplitud ideológica que había mostrado en su primera época.
En esta segunda etapa, su director periodístico fue Vicente Zito Lema mientras que Osvaldo Soriano y Eduardo Galeano, sus asesores editoriales. La revista acentuó, en democracia, el perfil social y político por sobre el antropológico, literario y artístico que la había caracterizado e implicó una recapitulación política en relación con el período anterior al tiempo que puso el arte y la literatura como apósitos de aquel entramado.
Crisis, 2.ª época
Director: Vicente Zito Lema
Asesores editoriales: Osvaldo Soriano y Eduardo Galeano
Lugar de edición: Ciudad de Buenos Aires
Fechas de publicación: abril de 1986 (n.º 41) – abril de 1987 (n.º 53)
El primer número de la tercera época de Crisis apareció en octubre de 1987. El director general en esta etapa fue José Luis Díaz Colodero, quién compró el nombre “Crisis” a los herederos de Federico Vogelius, motivo por el cual integrantes relevantes de la etapa anterior como Vicente Zito Lema decidieron continuar con un proyecto alternativo: Fin de Siglo. En esta tercera etapa, Eduardo Jozami ocupó el cargo de director editorial, Carlos María Domínguez el de director periodístico y Jorge Boccanera el de jefe de redacción, al tiempo que Eduardo Galeano permaneció como asesor.
En continuidad con la segunda época, Crisis tercera época privilegió en sus páginas las discusiones políticas de un país en plena transición; aunque por los cambios en la dirección general, su línea al respecto fue más suave que en la etapa anterior. Entre los temas recurrentes se encuentran: la subordinación del poder militar al poder civil, la hiperinflación, los cambios al interior del peronismo, así como también el escenario latinoamericano con Nicaragua en un extremo y la continuidad pinochetista en Chile del otro.
Los veintiséis ejemplares de esta etapa (el último fue el n.º 80, publicado en junio de 1990) contaron con numerosas colaboraciones entre las que se destacan las de Lila Pastoriza, Beatriz Seibel, Vicente Muleiro, Ernesto López, Carlos Monsiváis, Pedro Orgambide, Victoria Azurduy, Jorge Luis Ubertalli, Horacio Tarcus, Sergio Wolf, entre otros.
Crisis 3.º época
Director: José Luis Díaz Colodero
Lugar de edición: Ciudad de Buenos Aires
Fechas de publicación: octubre de 1987-junio de 1990
Números publicados: 26. Comienza con el n.º 54 porque continúa la numeración de Crisis 2.º época

## Estética
Además de sus notas, reportajes y columnas de opinión, en cada número aparecían una serie de serigrafías originales (en total fueron 76 obras de 20 artistas plásticos distintos) más ediciones facsimilares de periódicos de época, mapas y documentos ligados a la historia argentina desde el año 1550 hasta el año 1842. 
Un militar llegó a afirmar que el uso de las minúsculas en sus títulos y en los nombres propios "escondía el fin de imponer el comunismo al no haber jerarquías ni nombres propios y donde todos eran iguales".

## Colaboradores
En su larga lista de colaboradores destacan Haroldo Conti, Roberto Jorge Santoro, Raúl González Tuñon, Jorge Luis Borges,  Adolfo Bioy Casares, Ernesto Sabato, Oliverio Girondo, Mario Benedetti, Ernesto Cardenal, Julio Cortázar, Roberto Fernández Retamar, Miguel Briante, Roberto Fontanarrosa, Vicente Zito Lema, Ernesto Giudici y Héctor Tizón.
Otros nombres, no tan conocidos por entonces y muy relevantes después, como Ricardo Piglia, Liliana Heker o Andrés Rivera se dieron a conocer allí.
Escritores latinoamericanos ya previamente consagrados como Jorge Amado, Augusto Roa Bastos, Alejo Carpentier, Gabriel García Márquez presentaron, en Crisis, avances de sus nuevas obras. 
Como entrevistadora, participó la uruguaya María Esther Gilio. De particular destaque fue un reportaje suyo a Aníbal Troilo.
Santiago Kovadloff se ocupó de la traducción de textos desde el portugués. Su primera colaboración fue la traducción de un poema de Chico Buarque que la dictadura brasileña había prohibido en su país.
Galeano ha dicho: 

Crisis fue un largo acto de fe en la palabra humana solidaria y creadora (...) Por creer en la palabra, en esa palabra, Crisis eligió el silencio. Cuando la dictadura militar le impidió decir lo que tenía que decir, se negó a seguir hablando.